# François Levantal
François Levantal est un acteur français, né le 12 octobre 1960 à Paris (France).

## Biographie
Le père de François Levantal était avocat. Sa famille avait une maison de campagne à Brunoy dans l'Essonne, commune à laquelle il était très attaché. Levantal a fréquenté 16 écoles différentes et n'a pas eu le diplôme du baccalauréat. Il a toujours eu une passion pour la musique et passe énormément de temps à chanter ou jouer de la guitare.
En 1978, il suit la formation du Cours Simon et a comme amis Mathieu Kassovitz et Vincent Cassel. En 1980, il intègre la troupe de Jean-Louis Barrault au théâtre du Rond-Point. Il fait ses premiers pas au cinéma dans les années 1980 avec quelques petits rôles. En 1986, il joue dans le film Conseil de famille de Costa-Gavras.
Le premier rôle pour lequel le public le reconnaît et qui lui a servi de tremplin est celui d'Astérix dans La Haine de Mathieu Kassovitz en 1995.  
Dès lors, Levantal va enchaîner les seconds rôles marquants. Il est demandé par la nouvelle génération de cinéastes des années 1990 : Jan Kounen (Dobermann), Jacques Audiard (Un héros très discret), Olivier Marchal (Gangsters)... En 2000, il retrouve Kassovitz pour Les Rivières pourpres. Puis il tourne pour Zabou Breitman (Se souvenir des belles choses) et Jean-Pierre Jeunet (Un long dimanche de fiançailles). Il n'hésite pas à varier les genres, passant du drame au film policier, sans oublier la comédie (L'Amour aux trousses avec Jean Dujardin, L'Entente cordiale avec Christian Clavier, Camping ou les films de Franck Gastambide).
Pendant la saison 2003, il a joué un des avocats du cabinet Zelder dans la série télévisée Avocats et Associés. En 2006, dans le téléfilm L'Affaire Pierre Chanal, il incarne l'adjudant Pierre Chanal, suspect des meurtres des disparus de Mourmelon.
Toujours en 2006, il met en scène le one-man-show de Nicolas Koretzky.
En 2009, Alexandre Astier lui confie le rôle du bras droit d'un sénateur romain qui apparaît régulièrement dans la sixième saison de la série Kaamelott. 
En 2014, il s'illustre au théâtre des Nouveautés, avec Élie Semoun et Laurent Gamelon, dans l'adaptation théâtrale du film Le Placard, écrite et mise en scène par Francis Veber.
À partir de 2015, il interprète l'un des rôles principaux de la série La Petite Histoire de France, produite par Jamel Debbouze.
En 2022, il joue dans Big Bug, de Jean-Pierre Jeunet, un personnage de cyborg.

### Vie privée
François Levantal est père d'une fille, Gina Levantal, née en 1999.

## Filmographie

### Cinéma
- 1984 : Le Thé au harem d'Archimède de Mehdi Charef : un policier
- 1986 : Conseil de famille de Costa-Gavras
- 1989 : La Révolution française : les années lumière de Robert Enrico : Romeuf
- 1990 : Nikita : le chef de Tcheki Karyo
- 1992 : L.627 de Bertrand Tavernier : un inspecteur
- 1994 : La Fille de d'Artagnan de Bertrand Tavernier : le courtisan joueur
- 1995 : La Haine de Mathieu Kassovitz : Astérix
- 1995 : L'Appât de Bertrand Tavernier : policier
- 1996 : Capitaine Conan de Bertrand Tavernier : Forgeol
- 1996 : Un héros très discret de Jacques Audiard : Delavelle
- 1997 : Dobermann de Jan Kounen : Léo
- 1997 : Assassin(s) de Mathieu Kassovitz : l'inspecteur
- 1997 : Le ciel est à nous de Graham Guit : Lou
- 1997 : Le Bossu de Philippe de Broca : cavalier
- 1997 : La voie est libre de Stéphane Clavier : Xavier
- 1997 : L'Annonce faite à Marius de Harmel Sbraire : l'interne
- 1998 : Quasimodo d'El Paris de Patrick Timsit : le psychopathe
- 1998 : Zonzon de Laurent Bouhnik : Rico
- 1998 : Le Poulpe de Guillaume Nicloux : l'agresseur
- 1998 : Une vie de prince de Daniel Cohen : Corbiau
- 1999 : Sade de Benoît Jacquot : Latour
- 2000 : Les Rivières pourpres de Mathieu Kassovitz : le médecin légiste
- 2000 : Les Blessures assassines de Jean-Pierre Denis : le gazé
- 2000 : Belphégor, le fantôme du Louvre de Jean-Paul Salomé : Mangin
- 2001 : Confession d'un dragueur de Alain Soral : Kovacs
- 2001 : Grégoire Moulin contre l'humanité d'Artus de Penguern : le vindicatif
- 2001 : Vertiges de l'amour de Laurent Chouchan : le vendeur
- 2002 : La Guerre à Paris de Yolande Zauberman
- 2002 : Le Nouveau Jean-Claude de Tronchet : Marco
- 2002 : Mauvais Esprit de Patrick Alessandrin : Freddy
- 2002 : Gangsters de Olivier Marchal : Eddy Dahan
- 2002 : La Sirène rouge de Olivier Megaton : Sorvan
- 2002 : Se souvenir des belles choses de Zabou Breitman : Daniel
- 2003 : Michel Vaillant de Louis-Pascal Couvelaire : Bob Cramer
- 2004 : Blueberry, l'expérience secrète de Jan Kounen : Pete
- 2004 : Un long dimanche de fiançailles de Jean-Pierre Jeunet : Thouvenel
- 2004 : Nos amis les flics de Bob Swaim : Gégé
- 2004 : L'Antidote de Vincent de Brus : Pierre Verneuil
- 2004 : Narco de Tristan Aurouet et Gilles Lellouche : le père des jumeaux
- 2005 : L'Amour aux trousses de Philippe de Chauveron : Carlos
- 2005 : Ma vie en l'air de Rémi Bezançon : le passager pour Sydney
- 2005 : Sauf le respect que je vous dois de Fabienne Godet : Jean
- 2005 : Nèg Maron de Flamand Barny : Marcus
- 2005 : Sheitan de Kim Chapiron : le vendeur de la station-service et le médecin
- 2006 : L'Entente cordiale de Vincent de Brus : lieutenant-colonel Jean-Éric Berthaud
- 2006 : Camping de Fabien Onteniente : Boyer
- 2006 : L'Île aux trésors d'Alain Berberian : Ben Gunn
- 2007 : Dante 01 de Marc Caro : Lazare
- 2009 : Black de Pierre Laffargue : Degrand
- 2009 : Lascars, film d'animation d'Albert Pereira-Lazaro et Emmanuel Klotz : juge Santiépi
- 2011 : L'Élève Ducobu de Philippe de Chauveron : prof sadique de la pension
- 2011 : La Traque de Antoine Blossier : Nicolas
- 2011 : Les Lyonnais d'Olivier Marchal : Joan Chavez
- 2011 : Peter de Nicolas Duval : Crochet (court-métrage)
- 2012 : Les bons tuyaux d'Olivier Riffard : Louis Skelington
- 2012 : Les Kaïra de Franck Gastambide : le vendeur sex-shop
- 2013 : Les Invincibles de Frédéric Berthe : Le « Dentiste »
- 2014 : Les Francis de Fabrice Begotti : capitaine de gendarmerie Boulont
- 2017 : Raid dingue de Dany Boon : Patrick Legrand
- 2018 : Taxi 5 de Franck Gastambide : Commissaire Morzini
- 2018 : La Finale de Robin Sykes : Directeur des Charmilles
- 2019 : Rendez-vous chez les Malawa de James Huth : Géronimo
- 2020 : Ducobu 3 d'Élie Semoun : le directeur de Saint-Potache
- 2020 : Papi Sitter de Philippe Guillard : le gendarme
- 2022 : Big Bug de Jean-Pierre Jeunet : Yonix
- 2022 : Ducobu Président ! d'Élie Semoun : le directeur de Saint-Potache
- 2024 : Ducobu passe au vert d'Élie Semoun : le directeur de Saint-Potache
- 2024 : Presque légal de Max Mauroux : Patrick

### Télévision
- 1992 : Commissaire Moulin, épisode Les zombies : Franck
- 1994 : Cognacq-Jay de Laurent Heynemann : Henry
- 1995 : L'Instit, épisode L'Angelus du corbeau de Laurent Heynemann : Chastaing
- 1996 : La poupée qui tue de Bruno Gantillon
- 1998 : Deux flics, épisode Le quatrième homme : Capitaine Vanton
- 1998 : Le feu sous la glace de Françoise Decaux : Pierre
- 1999 : La Crim', épisode Ad patres : Le père de Saintonge
- 1999 : Les Duettistes, épisode Une dette mortelle de Alain Tasma : Decker
- 2000 : Passage interdit de Michaël Perrotta : Gérard le Sech
- 2000 : Une femme d'honneur, épisode Mort clinique : Denis Frankin
- 2001 : PJ, épisode Enfant battu: Thierry Carvenne
- 2001 : Rastignac ou les Ambitieux de Alain Tasma : Monsieur Langeais
- 2002 : Le juge est une femme, épisode L'ami d'enfance : Paul Savary
- 2002 - 2004 : Avocats et Associés (26 épisodes) : Nicolas Foucault
- 2003 : À cran de Alain Tasma : Pelletier
- 2003 : Les Enquêtes d'Éloïse Rome, épisode Joanna est revenue : Peter Mateos
- 2004 : À cran, deux ans après de Alain Tasma : Pelletier
- 2005 : La Battante de Didier Albert : Denis Pasco
- 2006 : L'Affaire Pierre Chanal de Patrick Poubel : Pierre Chanal
- 2007 : David Nolande de Nicolas Cuche : Verbeck
- 2007 : Élodie Bradford, épisode Une femme à la mer : Le capitaine de corvette
- 2007 : La Lance de la destinée de Dennis Berry : Herard
- 2007 : Les Bleus, premiers pas dans la police, épisode Enquête interne : Boris Lukacs
- 2007-2010 : Sur le fil (18 épisodes) : Philippe Munoz
- 2009 : La mort n'oublie personne de Laurent Heynemann : Schots
- 2009 : Kaamelott : Publius Servius Capito (Livre 6, 8 épisodes)
- 2009 : Cartouche, le brigand magnifique de Henri Helman : D'Argenson
- 2011 : Ni vu, ni connu de Christophe Douchand : Oscar Merini
- 2011 : Braquo (saison 2) de Philippe Haïm et Éric Valette : colonel Aymeric Gauthier Dantin
- 2012 : Les Voies impénétrables de Maxime Govare et Noémie Saglio : l'évêque
- 2013 : Julie Lescaut, épisode Tragédie de René Manzor : Alexandre Staniakv
- 2014 : Meurtre à l'Abbaye de Rouen de Christian Bonnet : François
- 2015 : Contre-enquête de Henri Helman : Paul Lannier
- 2015 : Les Kassos (série) : Yann Sodo, Lt. Dirty Gadget, Zizimir
- Depuis 2015 : La Petite Histoire de France (série) : comte Philippe Honoré de Roche Saint-Pierre, cousin de Louis XIV
- 2016 : Section zéro d'Olivier Marchal : Di Marco
- 2017 : Scènes de ménages, épisode Cap sur la Riviera : Bertrand
- 2018 : Les Rivières pourpres, épisode Leçons de Ténèbres : père Anselme
- 2019 : Une mort sans importance de Christian Bonnet : Daniel Sauvagnac
- 2019 : Le Grand Bazar de Baya Kasmi : Jacques
- 2022 : Clemenceau, la force d'aimer de Lorraine Lévy : Nicolas Pietri

#### Clips
- 2002 : (Je n'arrive pas à) Danser de TTC, réalisé par Kim Chapiron
- 2011 : Disque De Lumière de Rockin' Squat, réalisé par Mohamed Mazouz et Mathias Cassel

## Théâtre
- 1985 : Les Oiseaux d'Aristophane, mise en scène Jean-Louis Barrault, théâtre Renaud-Barrault
- 2010 : La Médaille d'après Lydie Salvayre, mise en scène Zabou Breitman, théâtre Vidy-Lausanne, théâtre du Rond-Point
- 2014 : Le Placard de Francis Veber, mise en scène de l'auteur,  théâtre des Nouveautés